# La Pierre des larmes
La Pierre des larmes (titre original : Stone of Tears) est le deuxième tome du cycle L'Épée de vérité écrit par Terry Goodkind. Il est sorti en 1995.

## L'histoire
Après la défaite de Darken Rahl, Richard et Kahlan se rendent chez le Peuple d'Adobe pour y célébrer leur mariage. Alors qu'ils préparent la cérémonie, trois sœurs de la lumière viennent chercher Richard pour l'emmener dans l'Ancien Monde (car l'action se déroulait alors dans Le Nouveau Monde) pour devenir un sorcier. De plus, à l'insu de Richard et Kahlan, le voile a été déchiré et la Pierre des Larmes est dans leur monde. Selon la prophétie, la seule personne qui a une chance de réparer le voile est celui qui est capable de faire tourner la lame blanche de l'Epée de vérité.
Il y est énoncé la deuxième leçon du sorcier : « l'enfer est pavé de bonnes intentions ».
Résumé
Après la mort de Darken Rahl, Richard est victime d'une série d'insupportables maux de tête. Il apprend par Shota qu'il est le fils bâtard de Darken Rahl et le petit-fils, du côté de sa mère, de Zeddicus Zul'Zorander.
Richard apprend que l'ouverture des boîtes d'Orden a déchiré le voile entre le monde des vivants et le monde des morts, en violation de la deuxième leçon du sorcier. Pendant qu'il recherche des indices pour savoir comment réparer le voile, Richard viole une seconde fois cette leçon en invoquant par inadvertance Darken Rahl au travers du voile, lui permettant ainsi de retrouver le monde des vivants. Ceci l'incite à poursuivre sa tâche de conserver le Gardien dans le monde des morts.
Plus tard, Richard reçoit la visite de trois Sœurs de la Lumière, qui l'informent que ses maux de tête sont causés par l'éveil du don et qu'ils sont mortels et qu'on ne peut les arrêter. Les sœurs lui disent qu'il doit partir avec elles et porter un collier magique (le Rada'Han) pour l'aider à maîtriser les migraines et le don. 
Ayant déjà été obligé par Denna, une Mord-Sith, de porter un collier magique dans le premier tome, Richard rejette complètement l'idée d'en avoir un autre autour du cou, d'autant plus qu'il faut qu'il le mette de son plein gré. Après une rencontre surprise avec l'esprit de Denna, Kahlan comprend que si elle veut sauver Richard, elle doit le convaincre de mettre ce collier, quel qu'en soit le prix. 
Le coût pour Richard est la pensée que Kahlan ne l'aime pas, puisqu'elle l'oblige à porter le collier, et donc le combat pour la liberté et la guérison de ses migraines est lié à son contrôle du Don. Après avoir repoussé deux offres des Sœurs de Lumière, les obligeant ainsi à se suicider, Richard part avec Verna, la dernière Sœur, vers le Palais des Prophètes, à Tanimura, qui est situé dans l'Ancien Monde. La Sœur voit leur travail comme la volonté du Créateur en entraînant les sorciers. Sur la route, Richard sauve une femme du nom de Du Chaillu, du peuple des Baka Ban Mana, et apprend à danser avec les morts en tuant 30 guerriers invincibles. Il devient ainsi sans cérémonie le mari de Du Chaillu et le Caharin, un genre de chef de clan, et tout cela contre sa volonté.
Durant son séjour au palais, Richard apprend qu'il est un sorcier de guerre, qui a le don de magie Additive et de magie Soustractive, ce qui est très rare. Plus tard, il apprend de Nathan Rahl qu'il est le premier à être né avec un tel pouvoir depuis 3 000 ans. Il est ensuite révélé par la Dame Abesse que la présence de Richard au palais est nécessaire pour chasser les Sœurs de l'Obscurité, une société secrète servant le Gardien. Richard découvre que la Dame Abesse et Nathan ont aidé George Cypher à s'emparer du Grimoire des Ombres Recensées. Richard réalise bientôt que le palais est le « piège à temps » redouté par Shota : le temps passe beaucoup moins vite dans ce lieu. Nathan Rahl lui-même est proche de son millième anniversaire.
Kahlan embarque pour un long voyage pour retourner chez elle en Aydindril avec trois hommes d'Adobe. Ils découvrent tout au long de leur route des cités en ruine et des corps déchiquetés. Un nouvel ennemi approche. Kahlan et ses compagnons rencontrent un contingent de cinq mille jeunes soldats traquant leurs ennemis. Après s'être remise du choc de voir les ravages faits, elle assume le commandement de l'armée et met en place des stratégies pour vaincre ce qu'on sait être les troupes de l'Ordre Impérial.
Après des mois passés au palais, Richard s'échappe et brise le sortilège de la Vallée des Âmes Perdues avec l'aide des Baka Ban Mana. Après avoir réalisé que Kalhan l'aime toujours, il veut sauver Kahlan d'un sacrifice qu'une prophétie indique comme seul moyen pour apporter la joie à son peuple. Une autre prophétie l'autorise à penser qu'il est le seul capable de réparer le voile et maintenir le Gardien dans son monde en renvoyant la Pierre des Larmes dans le monde des morts. Il parvient ainsi à remettre Darken Rahl aux morts et fonce en Aydindril pour sauver Kalhan. Il apprend alors sa mort mais, par l'intervention de Denna, les deux amants se rejoignent en rêve, pour y passer un moment inoubliable, hors du temps.

## Personnages
- Richard Rahl
- Kahlan Amnell
- Gratch
- Zeddicus Zul'Zorander
- Adie
- Dame Abesse Annalina
- Sœur Verna
- Sœur Armina
- Sœur Tovi
- Sœur Ulicia
- Sœur Nicci
- Nathan Rahl
- Chase
- Rachel
- Homme Oiseau
- Savidlin
- Weselan
- Siddin
- Shota

## La deuxième leçon du sorcier
« Les pires maux découlent des meilleures intentions. »